# 廖鼎祥
廖鼎祥（1918年—1995年），中国人民解放军将领、中国人民解放军开国少将。
曾任中国人民志愿军炮兵副司令员。1955年，授予中国人民解放军少将。